# Державні фінанси
Держа́вні фіна́нси — сфера грошових відносин, що виникла у зв'язку з розподілом і перерозподілом вартості валового внутрішнього продукту і частини національного багатства, пов'язана з формуванням фінансових ресурсів і підпорядкування держави й підприємств і використанням державних коштів на витрати з розширення виробництва, задоволення соціально-культурних потреб населення, оборони країни й державного управління. Державні фінанси функціонують на загальнодержавному, регіональному й місцевому рівнях і включають бюджет, позабюджетні фонди, державний кредит, фінанси державних і муніципальних підприємств.